# Frank Foss
Frank Kent Foss (ur. 9 maja 1895 w Chicago, zm. 5 kwietnia 1989 w Hinsdale, w stanie Illinois) – amerykański lekkoatleta, skoczek o tyczce, mistrz olimpijski z Antwerpii z 1920.

## Kariera sportowa
Był akademickim mistrzem Stanów Zjednoczonych (IC4A) w skoku o tyczce w 1915 (z dwoma innymi zawodnikami) oraz w 1916, a także mistrzem Stanów Zjednoczonych (AAU) w 1919 i 1920. W 1919 uzyskał najlepszy wynik na świecie – 4,05 m, który jednak nie został uznany za rekord świata.
Na igrzyskach olimpijskich w 1920 w Antwerpii Foss wywalczył złoty medal w skoku o tyczce, jednocześnie ustanawiając rekord świata wynikiem 4,09 m.